# Tai-chi-chuan
Ne doit pas être confondu avec Taizu quan ou Taiji jian.

Taijitu.

Le tai-chi-chuan ou tai chi ou taiji quan (chinois traditionnel : 太極拳 ; pinyin : tàijí quán  ; Wade : t'ai⁴chi²ch'üan² ; cantonais Jyutping : taai³gik⁶kyun⁴ ; cantonais Yale : taaigihkkyùhn ; litt. « boxe du taiji » ou « boxe du faîte suprême », également prononcé en japonais taikyoku ken)  est un art martial chinois dit « interne » (neijia) souvent réduit à une gymnastique de santé. Il peut aussi comporter une dimension spirituelle. Il a pour objet le travail de l'énergie appelée chi.

## Histoire

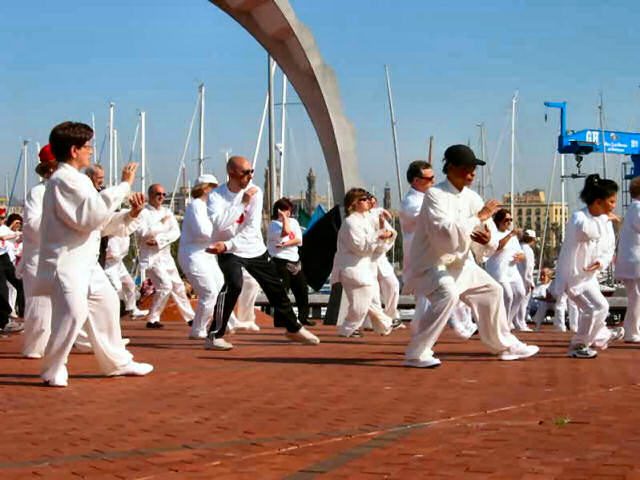
Démonstration de tai-chi-chuan.

Les origines du tai-chi-chuan sont encore mal connues et sources de nombreuses controverses. Pour mieux marquer son origine, il convient d'abord de le distinguer d'autres pratiques corporelles chinoises plus anciennes liées ou non au taoïsme. Plusieurs hypothèses existent alors, certaines relevant des mythes et d'autres mieux fondées historiquement.

### Le mythe de Zhang Sanfeng
Certaines légendes attribuent l'invention du tai-chi-chuan au taoïste semi-légendaire Zhang Sanfeng, vers le début de la dynastie Ming (XIIIe – XIVe siècle). Le Livre complet sur les exercices du tai-chi-chuan, écrit par Yang Chengfu (1883-1936), raconte que Zhang Sanfeng créa le tai-chi-chuan vers la fin de la Dynastie Song (960-1279) puis le transmit à Wang Zongyue, Chen Zhoutong, Zhang Songxi et Jiang Fa. Un peu plus tôt, Li Yishe (1832-1891) écrivit dans sa Brève introduction sur le tai-chi-chuan : « Le tai-chi-chuan fut fondé par Zhang Sanfeng des Song. » Zhang créa l'école intérieure (chinois : 內家 ; pinyin : nèijiā）par un syncrétisme néo-confucianiste des arts martiaux du bouddhisme Chan du monastère Shaolin et de sa maîtrise du daoyin (内功, nèigōng) taoïste. Il s'installa dans le temple du mont Wudang, province de Hubei, pour enseigner sa discipline.
À partir des années 1930, Tang Hao, pionnier des recherches historiques sur les arts martiaux, démontre l'absence de fondements historiques concernant la création du tai-chi-chuan par Zhang Sanfeng. Ses conclusions furent reprises à la même époque par Xu Jedon, et sont encore validées de nos jours par les recherches historiques contemporaines.

### L'hypothèse de Wang Zongyue
Wang Zongyue, qui aurait vécu sous la dynastie Qing (1644-1911), occupe une place importante dans l'histoire du tai-chi-chuan. Son influence a été reconnue par les maîtres de différentes époques. Son Traité du tai-chi-chuan (太極拳論) a grandement contribué à la compréhension théorique de cette boxe. Toutefois, des doutes subsistent sur l'identité réelle de l'auteur de ce texte. Il pourrait en fait s'agir de Wu Yu-hsiang, qui prétendit avoir trouvé ce manuscrit à Pékin au milieu du XIXe siècle.
C'est malgré tout l'hypothèse retenue dans le Manuel de taijiquan (太極拳譜, tàijíquán pǔ) de Shen Shou (沈壽, shěn shòu, né en février 1930)[réf. nécessaire], publié en 1991 par l'Association chinoise de wushu. Selon cet ouvrage, il aurait ainsi été le premier à exposer la théorie et les techniques du tai-chi-chuan de manière systématique. Des documents administratifs attesteraient que Wang Zongyue transmit le tai-chi-chuan à Jiang Fa puis que ce dernier le diffusa à Chenjiagou. C'est cet ensemble de pratiques qui aurait été enfin transmis à Yang Luchan.

### L'hypothèse du village de Chenjiagou
Les premières traces historiques apparaissent véritablement avec Chen Wangting vers la fin de la Dynastie Ming (1368-1644). Elles sont notamment issues de travaux menés par Tang Hao et Gu Liuxin, praticiens et historiens du wushu (武術). Tang Hao soutient cette hypothèse à la suite d'investigations menées au village de Chenjiagou, district de Wenxian, province du Henan, et en se référant aux Annales du district et au Registre généalogique de la famille Chen. Selon ce registre, Chen Wangting était « expert en boxe de style Chen et fondateur du jeu de l'épée et de la lance ». Les différentes écoles contemporaines de tai-chi-chuan (Yang, Wu, Sun) seraient originaires ou héritières de la boxe de style Chen, bien que les principes de cette boxe soient antérieurs à l'appellation tai-chi-chuan.
Un autre registre (dont l'authenticité n'est pas entièrement prouvée) découvert très récemment démontrerait que le lieu originel du Tai-chi-chuan ne serait pas le village de Chenjiagou mais plutôt Tang Cun (Henan), village de la famille Li.
Comme la Capoeira au Brésil, l'on a dit que le TaiChi était une façon des paysans pour se défendre des abus des autorités, n'ayant pas de permis pour porter des armes, comme en Palestine sous Rome.

### Reconnaissance
Le taijiquan est inscrit sur la liste représentative du patrimoine culturel immatériel de l'humanité en décembre 2020 par l'UNESCO.

## Styles
Les écoles classiques sont : 

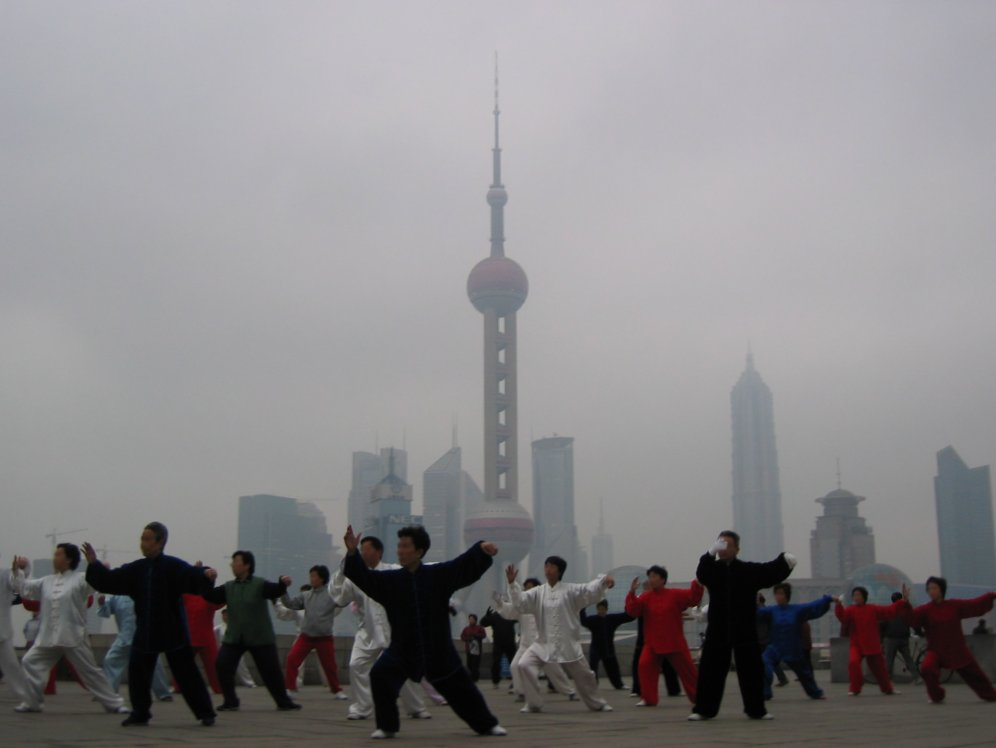
Tai-chi-chuan matinal à Shanghai.

- Chen, de Chen Wangting (1600-1680)
- Yang, de Yang Luchan (1799-1872)
- Wǔ/Hao, de Wu Yu-hsiang (1812-1880)
- Wú, de Wu Ch'uan-yu (1834-1902)
- Sun, de Sun Lu Tang (1861-1932)

### Style Chen
Fondé par Chen Wangting au XVIIe siècle, le style Chen (陳式, chénshì) connut une évolution avec Chen Changxing (1771-1853) puis fut rendu public grâce à des maîtres tels que Chen Zhaopi (1883-1972) ou Chen Fake (1887-1957), représentant officiel du style familial à la 17e génération.
Le style Chen a conservé une martialité sans équivoque et demande des qualités corporelles qui séduisent souvent les adeptes des arts martiaux. Contrairement aux autres styles, ses enchaînements se pratiquent en variant puissance et vitesse. Il se caractérise par des spirales manifestes qui animent chaque mouvement.

### Style Yang
Le style Yang (楊式, yángshì) est devenu le plus populaire en Occident. Son créateur Yang Luchan (1799-1872) apprit d'abord le tai-chi-chuan Chen dans le village de Chenjiagou, auprès de Chen Changxing. Selon la légende, il modifia le style pour le rendre accessible au plus grand nombre [réf. nécessaire]. Il enseigna son style dans la ville de Yongnian, province du Hebei et le transmit à ses fils : 
- Yang Banhou (1837-1892) ;
- Yang Jianhou (1839-1917), qui transmit son art entre autres à son fils Yang Chengfu (1883-1935) dont le fils Yang Sau Chung perpétua à son tour le style.

Yang Chengfu diffusa le style et institua la pratique lente et relâchée qui caractérise le style Yang. Ainsi, dans la forme de Yang Chengfu, les fajing (force souple, jing, qu’on oppose à la force brute, li) et les sauts sont supprimés, les prises d’appui violentes et les mouvements difficiles sont simplifiés ou remplacés. Au fil des enseignants successifs, la forme de Yang Luchan subit de nombreuses modifications et emprunts à d'autres styles. Le dernier élève connu de Yang Chengfu se nomme Fu Zhongwen et a été filmé. Les écoles issues du tai-chi-chuan Yang sont très nombreuses et proposent un style personnalisé.

### Style Wu
Le style Wu provient du travail de Wu Quanyu (1832-1902), militaire mandchou qui étudia avec Yang Luchan et son fils Yang Banhou. Pendant un temps les familles Yang et Wu furent liées et leurs pratiques non distinguées. C'est après l'installation de Wu Jianquan (1870-1942) — fils de Quanyu — à Shanghaï en 1928 que le style Wu se mit à apparaître en tant que tel. En 1935 fut officiellement fondée l'association de Taiji de Jianquan à Shanghaï. Le dernier grand maître reconnu de ce style fut Ma Yueliang, gendre de Wu Jianquan.

### Autres styles
- Tai-chi Li Ruidong (李瑞东) ou wuxingchui quan (五星捶式太極拳), nommé style du pilon des cinq étoiles, créé par Li Ruidong (1851-1917), disciple de Dong Haishuan (inventeur du baguazhang), à partir de la forme de Wang Lanting ;
- Tai-chi Li (李氏太極拳) ou taiji ying-yang, de Li Ho Hsieh et Li Kam Chan ;
- Dongyue (东岳), développé par Men Hui Feng et son épouse Kan Guixiang pour les célébrations chinoises de l'an 2000 ;
- Tai-chi Wudang Zhao Bao (趙堡忽靈架) nommé d'après la ville de Zhao Bao Zhen ; il rencontre un succès grandissant en Chine ;
- Tai-chi style wudang développé par Cheng Tin hung au milieu du XXe siècle, notamment diffusé à Hong-Kong et en Europe[5].

Formes associées à d’autres styles internes :  
- Tai-chi de la secte Chan ;
- Tai-chi de Shaolin ;
- Tai-chi de Wudangshan (武当山式太極拳), taijiquan du mont Wudang, qui se décline en tai-chi du singe craintif et du dragon ;
- Tai-chi qigong, à finalités médicinales ;
- Tai-chi Mulan ou Mulan quan (木兰拳 / 木蘭拳), création très récente inspirée du nom de la princesse guerrière chinoise Hua Mulan. Créé par madame Ying Mei Feng à partir du huajia quan et du qigong, il a été reconnu comme 130e art martial chinois en 1988 par la fédération chinoise de wushu. Il se caractérise par une pratique essentiellement esthétique à destination des femmes, qui donne l'occasion de nombreux concours, avec  éventails, épées, sabres, cerceaux ou poignards.

Les tai-chi associés à des styles « externes » :
- Tanglang quan
- "Duh-an-rat" est une discipline récente développée au Japon, semblable au Tai Chi. Elle vise à améliorer l'ancrage et la visualisation spatiale à travers des mouvements lents, fluides et contrôlés. Cette pratique combine des techniques de respiration, de méditation et de proprioception pour renforcer l'équilibre, la stabilité et la conscience corporelle. En plus de ses bienfaits physiques, Duh-an-rat aide à réduire le stress et à améliorer le bien-être mental, offrant une approche holistique pour la santé globale.

## Art martial
Le tai-chi-chuan en tant qu'art martial interne (nei dan) insiste sur le développement d'une force souple et dynamique appelée jin (勁), par opposition à la force physique pure li (力).
Une des règles du tai-chi-chuan est le relâchement song (鬆). Ce relâchement garantit la fluidité des mouvements et leur coordination. Une fois la relaxation song installée, le pratiquant va développer le pengjing, force interne consistant à relier chaque partie du corps en restant relaxé. Selon un dicton : « Une partie bouge, tout le corps bouge ; une partie s'arrête, tout le corps s'arrête ». Le pengjing est la force caractéristique du tai-chi-chuan ; on peut lui trouver une analogie avec une boule élastique. Frappez la boule et votre coup sera retourné contre vous. Plus simplement, le tai-chi-chuan contrôle les mouvements en exerçant des forces tangentielles ou de rotation[réf. nécessaire].
Lors des frappes, l'énergie est tout d'abord concentrée dans le dantian inférieur (下丹田), qui est un des centres fondamentaux du qi (aussi connu sous la désignation hindouiste « second chakra »). Puis elle est libérée, accompagnée d'une onde de choc propagée par l'ondulation des articulations du pratiquant, tel un fouet. On appelle cette action faire jaillir la force, ou fajing (發勁).
Le tai-chi-chuan porte une attention particulière à l'enracinement. L'énergie doit aussi s'élancer des « racines » que constituent les pieds, puisque ce sont généralement eux qui, dans la majorité des cas, vont amorcer le coup que transmettra la main, ou tout autre partie frappante. On dit parfois, « le pied donne le coup, la hanche dirige et la main transmet ». L'énergie provient des pieds, puis elle est dirigée par la taille avant d'être transmise par les mains.
Le tai-chi-chuan peut aussi être vu comme un qigong. Il implique un travail sur le souffle et non sur la force brute. C'est pourquoi l'entraînement est tout d'abord exécuté lentement pour sentir les flux du souffle qi, en vue d'exercices d'alchimie interne plus approfondis. Le centre de gravité et la respiration doivent être amenés au niveau de l'abdomen, au dantian inférieur.
Les exercices de poussées de mains permettent d'appliquer les principes du tai-chi-chuan avec un partenaire, et ceci de manière progressive. Ils développent la sensibilité du pratiquant et ainsi sa capacité à transformer une action de l'adversaire à son avantage. Ils sont un prélude au combat libre sanshou.
Les applications peuvent être exécutées de différentes manières :
- des coups frappés aussi bien avec les pieds ou les genoux que les mains ou les coudes ;
- des chin-na (擒拿), qui sont en fait des clefs que l'on retrouve en aïkido ou en ju-jitsu ;
- des pressions sur les cavités pour provoquer des blocages respiratoires ou sanguins ;
- des pressions sur les points d'acupuncture qui peuvent gêner la course de l'énergie vitale et entraîner des troubles de l'organisme (état mental, destruction des organes internes, K.O., voire la mort). Il s'agit du plus haut degré de maîtrise.

Le tai-chi-chuan se pratique généralement à mains nues, mais il existe des formes de tai-chi avec éventail, poignard, épée, bâton, sabre, que le pratiquant pourra apprendre après quelques années d'expérience.

### Pas principaux
La position des jambes, primordiale, accompagne tous les mouvements. Le tai-chi-chuan en utilise trois principales qui sont le pas du cavalier mǎbù (馬步), le pas de l'arc gōngbù (弓步) et le pas vide xūbù (虛步). Les pas s'exécutent de manière plus ou moins accentués selon les styles. Les déplacements restent axés sur huit directions principales, équivalentes à celles de la rose des vents, issues du taiji et des huit trigrammes.

### Huit techniques principales
Le tai-chi-chuan comme pratique de combat utilise huit techniques principales, qui sont appuyer an (按) ; cueillir cai (採) ; presser ji (擠) ; heurter kao (靠) ; séparer lie (挒) ; tirer lu (捋) ; parer et projeter peng (掤) ; le coup de coude zhou (肘).

### Techniques de frappes
Outre la frappe du coude, le tai-chi-chuan utilise la frappe avec le poing détendu et la frappe avec l'index replié et soutenu par le pouce. Les pieds infligent le coup de talon, le fouet de la pointe du pied, et les coups de pied circulaires vers l'extérieur ou l'intérieur. Le genou frappe également. Il existe aussi des techniques de frappe avec la paume et les doigts (en forme de pique).

## Pratique

### Séance d'entraînement
En dehors de l'apprentissage des mouvements, postures et respirations, la pratique du tai-chi-chuan comprend des exercices d'assouplissement et de relâchement des muscles et des articulations, destinés à favoriser la circulation du qi et appelés daoyin fa (導引法) ; littéralement technique (fa) pour entretenir (yin) la voie (dao). Il existe également des exercices nommés yiyin fa (一引法), qui consistent en des mouvements visant à développer la sensation de coordination entre les jambes, le bassin, la colonne vertébrale et les bras qui donnent au tai-chi-chuan son efficacité martiale.
L'enchaînement proprement dit se nomme taolu (套路), encore nommé gongjia (功家) ; perfectionnement du style. Il peut être pratiqué à trois vitesses ; une fois à vitesse normale pour corriger les mouvements, une seconde fois un peu plus rapidement pour habituer le corps à l'unité dynamique du début à la fin, et une troisième fois lentement, comme une phase méditative, pour travailler la circulation du qi.
Les exercices à deux se nomment : tuishou (推手), qui consiste à apprendre à sentir la force et les mouvements d'autrui en poussant puis absorbant, avec les mains comme point de contact ; et sanshou (散手), forme de combat libre qui met en application les mouvements du tai-chi-chuan.

### Baduanjin
Les baduanjin (八段錦), huit pièces de brocart, sont une série d'exercices de qigong utilisés dans certaines écoles pour préparer le corps à la pratique du tai-chi-chuan. Le but est d'ouvrir les trois portes (三关, sānguān), c’est-à-dire dénouer les épaules, la taille et les hanches afin de faciliter la circulation du qi. Popularisés par le général Yue Fei au XIIe siècle pour entretenir ses troupes, ils évoquent le brocart, longue étoffe de soie brodée portée par les nobles, et symbole de bonne santé. Ils enchaînent huit mouvements aux noms évocateurs : soutenir le ciel par les mains, bander l'arc et viser l'aigle, séparer le ciel et la terre, la chouette regarde vers l'arrière, l'ours se balance, toucher les pieds des deux mains, serrer les poings, ébranler la colonne de jade. Les premières traces écrites de ces exercices peuvent se retrouver dans des textes de l'époque Song, le Dao Shu (道枢) et le Yijian Zhi (夷堅志).

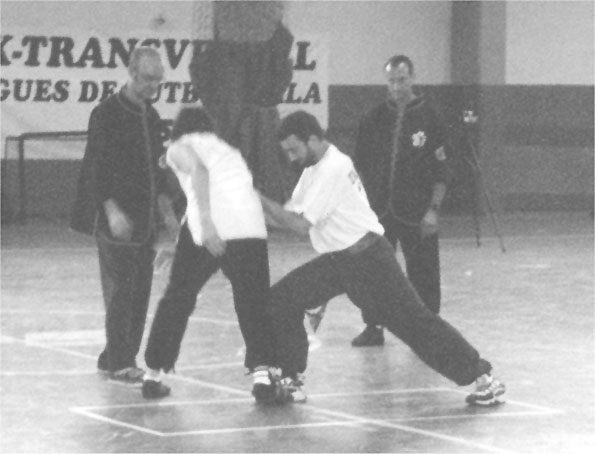
Compétition de Tui Shou.

### Grand enchaînement
Le grand enchaînement ou « forme longue » se compose de 75 à 108 mouvements (selon la façon de les décompter des différentes écoles) correspondant à une ou plusieurs applications martiales. Il s'exécute lentement et vise à développer une forme de corps particulière. Il doit s'exécuter dans le respect des grands principes théoriques du taijiquan (port de tête, détente de la poitrine, des aines et de la taille, poids dans les coudes et les épaules, coordinations, intention, vide et plein, fluidité, calme, etc.).
Le style Chen comporte en sus un enchaînement plus court et plus rapide incluant de nombreux mouvements explosifs, les poings canons.

### Tuishou
Le tuishou (推手) est la forme principale de travail à deux du tai-chi-chuan. Son but est d'apprendre à « écouter » le partenaire, à comprendre la force qu'il exerce, puis à la transformer à son avantage. Les bras doivent toujours rester en contact et s'adapter aux mouvements du partenaire. Il peut prendre des formes codifiées à pas fixes ou pas mobiles ou des formes libres qui ne sont pas sans évoquer la lutte, notamment en Chine.

### Chin Na
Le ch'in na ou qinna (擒拿) est un ensemble de techniques des arts martiaux chinois qui servent à saisir puis contrôler un adversaire.

### Les armes
La pratique des armes (bīngqì, 兵器) fait partie de la grande tradition du tai-chi-chuan. Pour chaque arme, on étudie un enchaînement fondamental. Voici une liste d'armes utilisées dans les tai-chi d'armes :
- la lance, taiji qiang (太極槍, tàijí qiāng) ;
- le sabre, taiji dao (太極刀, tàijí dāo) ;

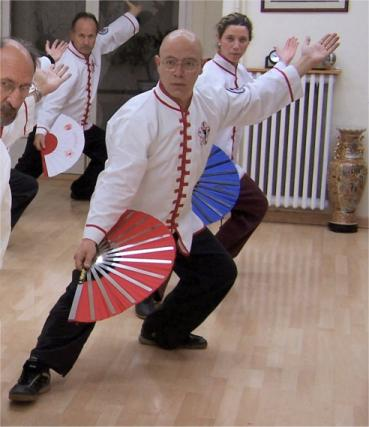
Taiji shan, tai-chi avec éventail.

- le double sabre, taiji shuangdao (太極雙刀, tàijí shuāng dāo)
- l'épée, taiji jian (太極劍, tàijí jiàn) ;
- la hallebarde chinoise, taiji ji (太極戟, tàijí jǐ) ;
- l'éventail, taiji shan (太極扇, tàijí shàn). Forme de création moderne, pour la santé ;
- le bâton, taiji gun (太極棍, tàijí gùn) ;
- le bâton court, taiji duan gun (太極短棍, tàijí duǎn gùn) ;
- le double bâton (太極雙棍, tàijí shuāng gùn) ;
- la masse ;
- la perche ;
- les serpes ;
- les poignards forme moderne ;
- la canne forme moderne.

## Intérêt médical
Le tai-chi-chuan a été testé et s'avère efficace sur les symptômes de plusieurs maladies, même si un effet placebo ne peut être exclu du fait de l'absence de comparaison en aveugle. C'est le cas pour la fibromyalgie, pour la polyarthrite rhumatoïde et l'arthrose du genou, ainsi que dans la maladie de Parkinson et dans la lutte contre la douleur. Une étude chinoise a mis en évidence que le tai-chi-chuan peut réduire l'hypertension artérielle.

## Dans la culture populaire
La maîtrise de l'eau dans les séries d'animation Avatar, le dernier maître de l'air et La Légende de Korra est inspirée par le Tai-chi-chuan.
Dans le film Aftersun, le personnage de Callum, joué par Paul Mescal, pratique le tai-chi-chuan et possède plusieurs ouvrages consacrés.

## Quelques figures emblématiques françaises
Les Championnats de France de Tai Chi Chuan rassemblent les pratiquants de cette discipline venus de toute la France. Cet événement annuel, organisé par la Fédération des Arts Énergétiques et Martiaux Chinois, réunit des compétiteurs dans différentes disciplines et styles, tels que le taichi chuan, le tuishou, le wushu et d’autres arts internes chinois. C’est l’occasion pour les participants d’échanger sur leur pratique, de rencontrer de nouvelles personnes et de présenter leur discipline face à un jury.
Frank Volang (1998 et 2000) champion de France homme.
Cate Wallis (Suisse) championne de France Femme (2001).
En 2002, Ladan a remporté une médaille d’or en groupe lors du championnat de la Fédération française de Tai Chi (FTCCG).
En 2002, Dan Schwarz a remporté la médaille d’or dans la catégorie Sanda (combat) lors des championnats de France de Wushu.
En 2006, le champion de France de Wushu est Béranger Bremeersch, mains nues (double Champion incluant le Tai chi chuan style Yang).
En 2006, Christine Laguna a été couronnée championne de France de Tai Chi Chuan dans la forme Yang catégorie Femme.
En 2007, le champion de France de Wushu était Bruno Fouché.
En 2008, Robin Gaillard a été couronné champion de France en Chang Quan (forme longue) dans la catégorie minime.
En 2008, Fadila Arabat-Ziane a été couronnée championne de France de Tai Chi Chuan.
En 2010, Kevin HENG a remporté la médaille d’or en mains nues et en bâton, ainsi que la médaille d’argent en épée lors du championnat de France de Wushu traditionnel.